# Jess Ingerslev
Jess Ingerslev (født Jess Ingerslev-Jensen den 7. august 1947 i Aalborg, død 13. oktober 2014 i København) var en dansk skuespiller.
Jess Ingerslev var uddannet fra Odense Teater i 1973 og fik roller på dette teater. Siden blev han også tilknyttet Allé Scenen, Aarhus Teater, Bellevue Teatret, Østre Gasværk Teater, Betty Nansen Teatret, Privat Teatret samt Amager Scenen. Herudover optrådte Jess Ingerslev i en lang række revyer, herunder Cirkusrevyen og Hjørring Revyen.
På scenen optrådte han i Skal vi danse, Genboerne, Der var engang, En skærsommernatsdrøm, Skaf mig en tenor, Succes, A Clockwork Orange, Styrmand Karlsens flammer, Peer Gynt, Some Like it Hot og Livsens ondskab.
Han blev for alvor kendt som medlem af den musikalske trio Klyderne, hvor han i en årrække optrådte både på scenen og i tv sammen med Jesper Klein, Tom McEwan og – ind imellem – Lykke Nielsen.
Han var i mange år gift med skuespillerinden Inger Hovman; de fik døtrene Marie og Persille Ingerslev.
I tv medvirkede Ingerslev bl.a. i serierne En by i provinsen, Strandvaskeren, Flemming og Berit, Nu Er Det Ikke Sjovt Længere (børnetime), Ude på noget (børnetime) og Gufol Mysteriet (tv-julekalender).
Han lagde tillige stemme til en række tegnefilm.
Jess Ingerslev udsendte 2. juni 2008 soloalbummet Vokseværk.
Han var i de seneste år mere kendt for sin rolle som Onkel Anders i Far til fire-filmene fra 2000'erne.
Jess Ingerslev døde mandag den 13. oktober 2014 efter længere tids kræftsygdom.

## Udvalgt filmografi
- Kassen stemmer – 1976
- Terror – 1977
- Strandvaskeren (tv-serie) - 1978
- Hør, var der ikke en som lo? – 1978
- Danmark er lukket – 1980
- Lille Virgil og Orla Frøsnapper − 1980
- Olsen-bandens flugt over plankeværket – 1981
- Nu er det ikke sjovt længere − 1982
- De uanstændige – 1983
- Rainfox – 1984
- Walter og Carlo - op på fars hat – 1985
- Omsen og Momsen − 1987
- Far til fire - gi'r aldrig op – 2005
- Far til fire - i stor stil – 2006
- Far til fire - på hjemmebane – 2008
- Far til fire - på japansk – 2010
- Far til fire - til søs – 2012